# BleCon: Bleach Concept Covers
BleCon 〜Bleach Concept Covers〜 è una compilation dedicata all'anime Bleach.

## Il disco
Le 15 tracce che compongono l'album sono reinterpretazioni di alcune delle sigle di apertura e chiusura della serie, completamente riarrangiate da Mai Hoshimura insieme a tre ex-musicisti degli High and Mighty Color: MEG, Mackaz e SASSY. Ogni traccia è cantata da uno o più doppiatori della serie; l'unica voce "esterna" è quella di Yūsuke, ex-frontman degli HaMC, che compare come guest in Ichirin no Hana.

## Tracce
1. Introduction
2. *~Asterisk~ (ORANGE RANGE) - voce di Mazakasu Morita
3. CHU-BURA (Kelun) - voce di Noriaki Sugiyama
4. Sen no Yoru wo Koete (Aqua Timez) - voce di Ryōtarō Okiayu e Kentarō Itō
5. Ichirin no Hana (High and Mighty Color) - voce di Shō Hayami e Kumi Sakuma feat. Yūsuke
6. TONIGHT,TONIGHT,TONIGHT (BEAT CRUSADERS) - voce di Fumihiko Tachiki
7. Life is like a boat (Rie Fu) - voce di Ryūsei Nakao e Rie Kugiyama
8. Thank You!! (HOME MADE Kazoku) - voce di Toshiyuki Morikawa e Katsuyuki Konishi
9. HANABI (Ikimonogakari) - voce di Romi Paku e Kaya Matsutani
10. Houkiboshi (Youha) - voce di Hōko Kuwashima e Satsuki Yukino
11. My Peace (SunSet Swish) - voce di Mitsuaki Madono
12. Sakura Biyori (Mai Hoshimura) - voce di Aya Hisakawa
13. Hikari no Rock (Sambomaster) - voce di Tetsu Inada
14. Gallop (Pe'zmoku) - voce di Hideo Ishikawa, Kōichi Toochika e Chinami Nishimura
15. Shōjo S (SCANDAL) - voce di Fumiko Orikasa e Yuki Matsuoka

## Formazione
- MEG – chitarre acustiche ed elettriche
- Mai Hoshimura – pianoforte, tastiere, programmazione
- Mackaz – basso
- SASSY – batteria, programmazione